# شرمنده نباش دختر
شرمنده نباش دختر (به انگلیسی: Girl, Stop Apologizing) کتابی اثر ریچل هالیس، نویسنده آمریکایی است که در ادامه کتاب قبلیش خودت باش دختر (۲۰۱۸) نوشته‌است. این کتاب هم در نیویورکر و هم در پابلیشرز ویکلی جزو پرفروش‌ترین‌ها قرار گرفت.